# In the Constellation of the Black Widow
 (juillet 2018).
Si vous disposez d'ouvrages ou d'articles de référence ou si vous connaissez des sites web de qualité traitant du thème abordé ici, merci de compléter l'article en donnant les références utiles à sa vérifiabilité et en les liant à la section « Notes et références ».
Albums de Anaal Nathrakh
Hell Is Empty and All the Devils Are Here
(2007)
In the Constellation of the Black Widow est le cinquième album du groupe de Black metal anglais Anaal Nathrakh. L'album est sorti le 29 juin 2009 sous le label Candlelight Records.
L'album a également été édité en version vinyle, dont le tirage a été limité à 500 exemplaires. La moitié de ces vinyles possèdent une pochette en noir et blanc et l'autre moitié possède une pochette noire et pourpre.
Le vocaliste Zeitgeist Memento du groupe Repvblika chante en tant que musicien de session sur le titre Oil Upon the Sores of Lepers.

## Musiciens
- VITRIOL - chant
- Irrumator - guitare, basse, batterie, synthétiseur

### Musiciens de session
- Zeitgeist Memento (du groupe Repvblika)- chant sur le titre Oil Upon the Sores of Lepers

## Liste des morceaux
1. In the Constellation of the Black Widow -4:45
2. I Am the Wrath of Gods and the Desolation of the Earth -2:24
3. More of Fire Than Blood -3:26
4. The Unbearable Filth of the Soul -3:32
5. Terror In the Mind of God -3:27
6. So Be It -2:23
7. The Lucifer Effect -3:57
8. Oil Upon the Sores of Lepers -2:48
9. Satanarchrist -4:41
10. Blood Eagles Carved On the Backs of Innocents -3:17